# Silverplate

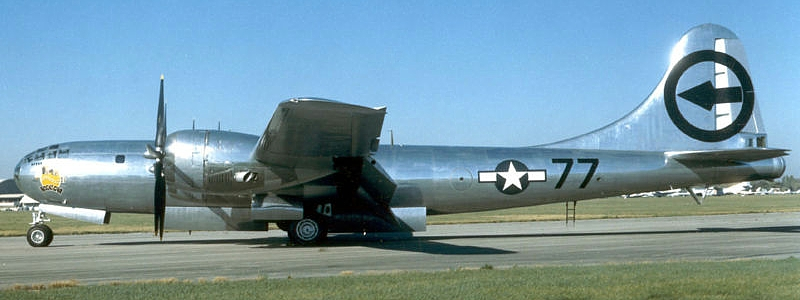
Bockscar, um Silverplate B-29 Superfortress do 509th Grupo Composto, que lançou a bomba atômica sobre Nagasaki

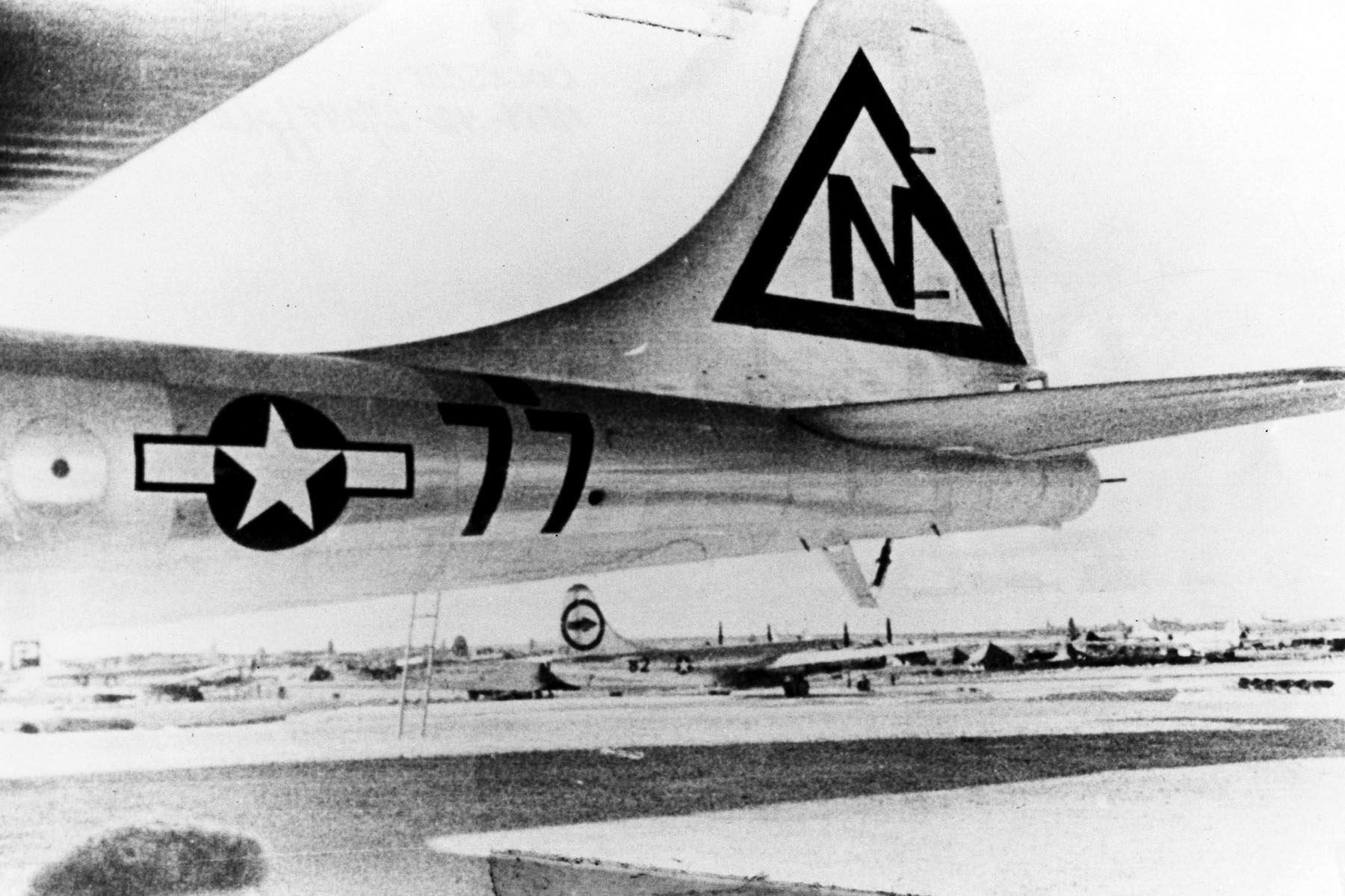
Bockscar com triangulo temporário de marcação na cauda N, em 9 de agosto de 1945, o dia da missão da bomba atômica

Silverplate foi o código de referência para as Forças Aéreas do Exército dos Estados Unidos na participação no Projeto Manhattan durante a Segunda Guerra Mundial. Originalmente, o nome para o projeto de modificação da aeronave, o que permitiu um B-29 Superfortress bombardeiro lançar uma bomba atômica, "Silverplate" eventualmente, veio a identificar a formação e aspectos operacionais do programa. A Diretriz original para o projeto tinha como linha de assunto ''Projeto Banhado a Prata'', mas continuou a utilização do termo abreviado para "Silverplate".
O teste começou com modelos em escala, no Naval Proving Ground, em Dahlgren, Virginia, em agosto de 1943.  As Modificações começaram em um protótipo, Silverplate B-29, conhecido como o "Pullman", em novembro de 1943, e foi usado teste de voo com a bomba em Muroc Army Air Field , na Califórnia , com início em Março de 1944. O teste resultou em modificações adicionais para ambas as bombas e aviões.
Dezessete aeronaves Silverplates foram encomendadas em agosto de 1944, para permitir que o pudesse 509th Grupo Composto treinar com o tipo de aeronave que teria que voar em combate, e para o 216th Army Air Forces Unidade de Base para testar a configuração da bomba. Estes foram seguidos por mais 28 aeronaves que foram encomendadas, em fevereiro de 1945, para uso operacional pelo 509th Grupo Composto. Este lote de aeronaves foram utilizadas nos bombardeios atômicos de Hiroshima e Nagasaki em agosto de 1945. Incluindo o Pullman B-29, de um total de 46 Silverplate B-29s foram produzidos durante e após a II Guerra Mundial. Um adicional de 19 Silverplate B-29s foram encomendados em julho de 1945, que foram entregues entre o final da guerra e o final de 1947. Assim, um total de 65 Silverplate B-29s foram feitas.
O uso do codinome Silverplate foi descontinuado após a guerra, mas as modificações continuou sob um novo nome, Saddletree. Mais de 80 aeronaves foram modificadas no âmbito deste programa. O último grupo de B-29s foi modificado em 1953, mas nunca visto uso operacional.

## Origem
O  projeto Silverplate foi iniciado em junho de 1943, quando o Dr. Norman F. Ramsey do Laboratório de Los Alamos's Grupo E-7 identificou os Boeing B-29 Superfortress como o único avião no inventário dos Estados Unidos capazes de transportar qualquer tipo de proposta de armas ''shapes'' : a forma tubular do Homem Magro, ou a forma oval do Homem Gordo.

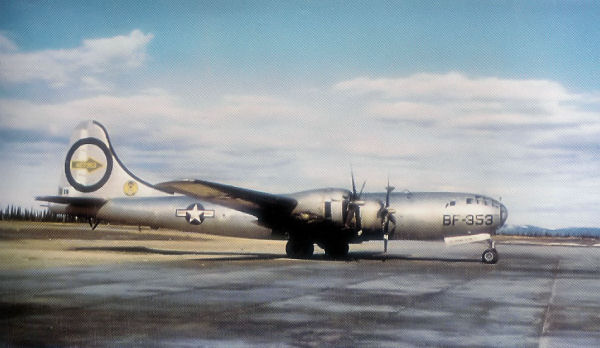
O Grande Artista, um Silverplate B-29 Superfortress do 509th Grupo Composto, participou dos bombardeios de Hiroshima e Nagasaki como um avião de observação.

Antes da decisão de usar o B-29, havia uma séria consideração para utilizar o Britânico Avro Lancaster com o seu cavernoso 33
-pé (10 m) compartimento de bombas para transportar a arma. Ele teria exigido muito menos de modificações, mas teria exigido treinamento adicional de tripulação para as equipes da USAAF.  O Major-General Leslie R. Groves, Jr., o diretor do Projeto Manhattan, e o General Henry H. Arnold, Chefe da Força Aérea dos Estados Unidos (USAAF), queria usar um avião americano, se fosse possivel.
O primeiro B-29 foi entregue para a USAAF em 1 de julho de 1943, e Groves se reuniu com Arnold no final desse mês. Groves informou a Arnold no Projeto Manhattan, e pediu sua ajuda nos testes de balística do Projeto proposto, bomb ''shapes''. Arnold e o chefe da Artilharia da Divisão em Los Alamos, o Capitão William S. Parsons, organizaram para a realização de testes no Naval Proving Ground, em Dahlgren, Virginia, em agosto de 1943. Nenhuma aeronave estava disponível, o que poderia levar a 17
-pé (5,2 m) longo Homem Magro, de modo que uma 9
-pé (2,7 m) em escala de modelo foi utilizado. Os resultados foram decepcionantes – a bomba caiu em um flat spin – mas a necessidade de um teste completo do programa foi demonstrado.
Groves se reuniu com Arnold novamente em setembro de 1943. Ele informou a Arnold que havia agora uma segunda forma de bomba em questão, o homem gordo , e solicitou formalmente que novos testes fossem efetuados , não mais do que três B- 29s fossem modificados para transportar as armas , e que a USAAF deveria formar e treinar uma unidade especial para entregar as bombas. Arnold deixou isso sobre responsibilidade do Major General Oliver P. Echols . Por sua vez, Echols designou o Coronel Roscoe C. Wilson  como o Oficial do Projeto.

## Codinome
Originalmente, o nome para o projecto de modificação de aeronaves para o B-29 para habilitá-lo para soltar uma arma nuclear, Silverplate, eventualmente, veio a identificar a formação e aspectos operacionais do programa. O avião de modificação do projeto ficou sob a alçada do Projeto Manhattan do Projeto  Alberta depois de Março de 1945. O codinome original para o projeto foi "Prateado" (Silver Plated), mas continuou com o uso do termo, é reduzida a uma palavra "Silverplate". Por razões de segurança, o nome de código "Silverplate" não foi oficialmente registrado. A confusão resultou quando o Departamento de Guerra alocou "Silverplate" para outro projeto. Arnold ordenou a outra agencia interromper o uso do codinome.
Los Alamos, o Homem Magro e de Homem Gordo foram codinomes adotados pela USAAF para as armas. Uma historia de fachada  foi idealizada pela Silverplate sobre modificar o Carro Pullman para uso do Presidente Franklin Roosevelt (Homem Magro) e o Primeiro Ministro do Reino Unido Winston Churchill (Homem Gordo), em um segredo de turismo dos Estados Unidos.

## Primeira fase

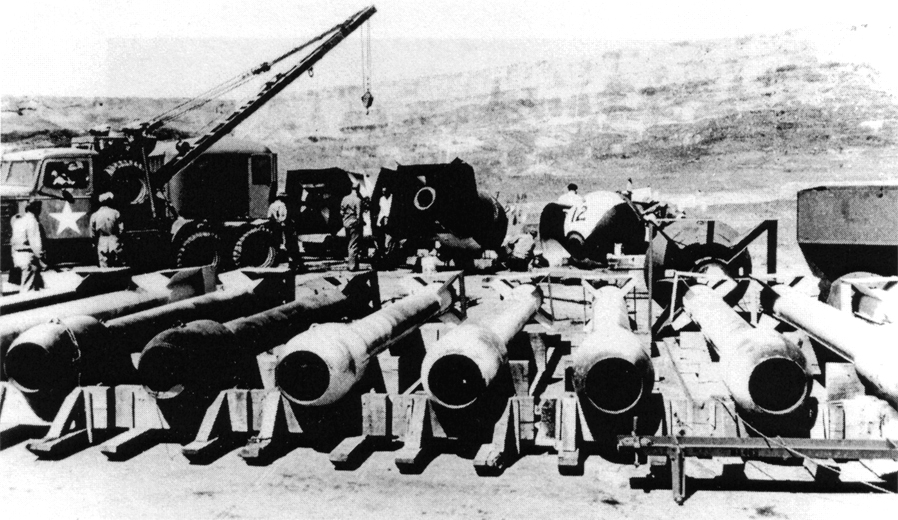
"Homem magro" arma teste de plutonio em carcaças no Campo da Força Aérea de Wendover. No fundo, revestimentos do projeto para a "Fat Man". O caminhão guincho foi usado para baixar bombas em um poço para carrega-las no avião.

A USAAF enviou instruções para o seu Exército, a Força Aérea Material de Comando em Wright-patterson, Ohio, em 30 de novembro de 1943, por um projeto de grau elevado de modificações do  B-29. O Projeto Manhattan iria entregar o tamanho real das maquetes das armas formas para Wright Field em meados de dezembro, onde a a Força Aérea Material de Comando teria de modificar uma aeronave e entregá-la para uso com bombas de testes de voo em Muroc Army Air Field , na Califórnia. B-29-5-BW 42-6259 (referido como o "avião Pullman " a partir de um interno com o nome de código atribuído pela Divisão de Engenharia do Exército, da Força Aérea, Material de Comando) foi entregue para o 468th Grupo de Bombardeio no Smoky Hill AAB, Kansas, em 30 de novembro de 1943, e levado para Wright Field, em 2 de dezembro.
Modificações para a bomba de baías foram extensos e demorados. Seus quatro 12
-pé (3,7 m) porta bombas do compartimento e a seção da fuselagem entre as baías foram removidos e um único 33
-pé (10 m) compartimento de bombas configurado. O comprimento da arma do tipo shape foi de aproximadamente 17 pés (5,2 m). Nova bomba de suspensões e órtese foram anexados para ambos os tipos de forma, com a arma-tipo de suspensão ancorado na popa compartimento de bombas (embora a sua duração se projetava para a frente bay) e a implosão do tipo montado em frente da baía. gêmeo Separado mecanismos de libertação foram montados em cada compartimento, usando modificado de reboque de planador-cabo anexar-e-os mecanismos de libertação.

## O teste da bomba de formas
O Pullman B-29 voou para Muroc, em 20 de fevereiro de 1944, e o teste iniciou-se em 28 de fevereiro. Vinte e quatro gotas foram realizadas antes de os testes foram interrompidos para que melhorias poderiam ser feitas para um Homem Magro.[10] As bombas falha ao liberar imediatamente, frustrando calibração de testes. No que acabou por ser o último vôo de teste da série, de 16 de Março, um Homem Magro, foi lançado prematuramente, enquanto o B-29 foi ainda, em rota para o intervalo de teste e caiu para portas do compartimento de bombas, danificando gravemente o avião.[11] A modificação de planador mecanismos tinha causada, aparentemente, todos os quatro avarias, por causa do peso das bombas, e foram substituídos com o Tipo Britânico G de ponto único e anexos do Tipo F lançamentos usado em Lancaster para transportar o 12 000
-libra (massa) (5 400 kg) Tallboy bomba.[12]

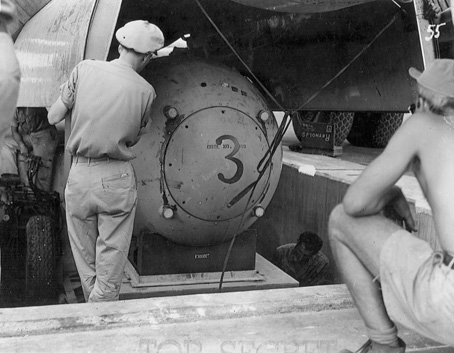
Homem gordo de teste de unidade que está sendo levantada a partir do poço do compartimento de bombas de um B-29 para o bombardeio prática durante as semanas antes do ataque a Nagasaki

Após a reparação do Pullman B-29 em Wright Field, testes de retomada com três Homem Magro e nove Homem Gordo formas cair nas duas últimas semanas de junho de 1944. de Alta velocidade fotografias revelou que as aletas de cauda dobrada sob pressão, resultando em uma descida irregular. Várias combinações de estabilizador de caixas e barbatanas foram testados no Homem Gordo de forma a eliminar a sua persistente oscilação até que um acordo apelidado de "Califórnia pára-Quedas", um cubículo cauda caixa com barbatanas em ângulo de 45° com a linha de queda, foi aprovado.
O Homem Magro, de arma-tipo de projeto foi naquele tempo com base no fissibility de muito puros, o plutônio-239 isótopo até agora só produziu em microgramas de quantidades por Berkeley ciclotron. Quando o Hanford de produção de reatores entrou em linha no início de 1944, a mistura de plutônio-239 e plutónio-240 obtido foi encontrado para ter uma alta taxa de fissão espontânea. Para evitar a pré-detonação, a velocidade inicial da arma tipo de projeto precisaria ser muito aumentado, tornando-impractically longa.
Um Homem magro como um teor-com base em design, portanto, foi abandonada e a arma foi re-projetado para uso de urânio-235. A velocidade do focinho necessário muito mais baixa, , reduzindo o comprimento do cano e a resultante bomba, agora chamado de Menino, de menos de 10 pés (3,0 m). Isto permitiu que o dispositivo se encaixar em um padrão de B-29 compartimento de bombas, de modo que o Pullman foi modificado para sua configuração original, com o traseiro compartimento de bombas de um padrão de B-29 de design. Todos os subseqüentes Silverplates também foram configurados dessa maneira. O Pullman B-29 foi levado para Wendover Army Air Field , em Utah , em setembro de 1944. Ele levou a cabo mais o teste da gota com o 216th Army Air Forces Unidade de Base , até que foi danificado em um acidente de destino no mês de dezembro.

## A guerra versões de produção

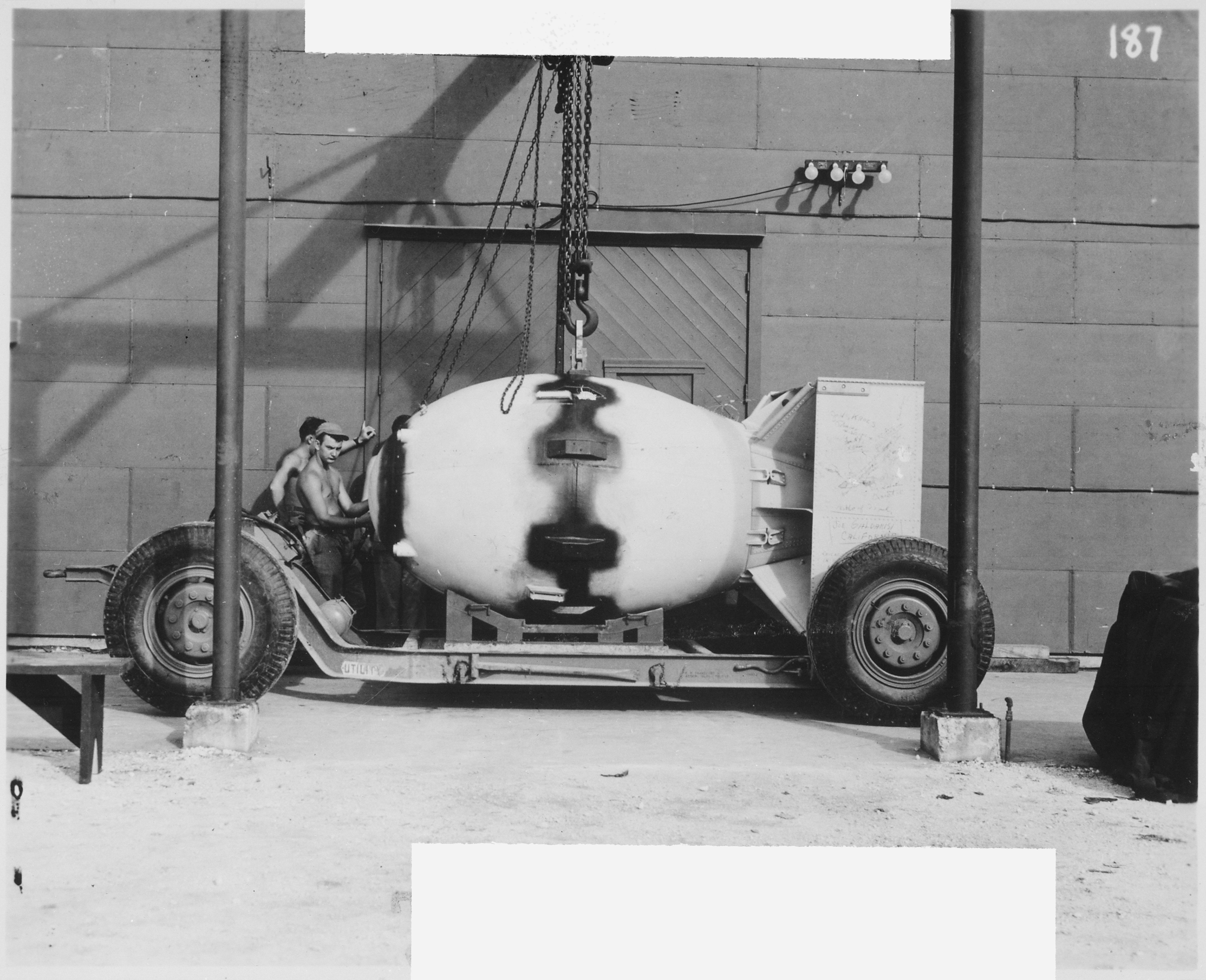
Homem gordo unidade que está sendo colocado no reboque berço em Tinian

Em 22 de agosto de 1944, para atender os requisitos da USAAF grupo a ser formado para treinar no atômica missão, uma fase de produção de Silverplate B-29s foi encomendado a partir do Glenn L. Martin Empresa's modificação center em Omaha, Nebraska, eua, sob a designação de Projeto de 98146-S. Os três primeiros destes segunda incremento Silverplate B-29s foram entregues para a USAAF em meados de outubro, e levado para Wendover. Eles foram equipados com a British single-point bomba lança montada em um re-projetado H-quadro de suspensão rack montado na frente compartimento de bombas, de modo que os tanques de combustível adicionais poderia ser realizada na popa bay. Uma tripulação nova posição, o chamado "weaponeer estação", foi criado no cockpit com um painel para monitorar o lançamento e a detonação da bomba durante o combate real cai. Quatorze produção de aeronaves foram designadas para o 393d Esquadrão Bombardeio de formação, e três para o 216th da Força Aérea do Exército Unidade de Base para bomba de teste da gota.
Em fevereiro de 1945, a dezessete de aeronaves do segundo incremento foram eles próprios que precisam de atualizações, particularmente aqueles do 216th da Força Aérea do Exército Unidade de Base. Quatro dos aviões atribuído ao 393d Esquadrão Bombardeio (agora parte do 509th Grupo Composto) foram transferidos para o 216th para atender a um aumento nos seus testes de tempo. Ao invés de tentar modificar o existente aeronave um pouco de cada vez, foi tomada a decisão de iniciar uma nova série de produção. Os cinco primeiros do terceiro incremento, conhecido como Projeto 98228-S, também foi para a unidade de teste. A ordem totalizaram um adicional de 28 de aeronaves, com prazo de entrega de 15 designado combate modelos para o 393d com início em abril. O final de oito não foram entregues, até que depois de duas bombas atômicas missões em agosto. Dois foram dadas para o 216th enquanto os seis restantes foram atribuídas ao 509th em Wendover como substitutos para qualquer bombardeiros perdida durante a operação de Tinian. Ironicamente, não bombardeiros foram perdidas durante as operações de Tinian, mas cinco, seis foram perdidos em acidentes ao longo dos próximos anos.

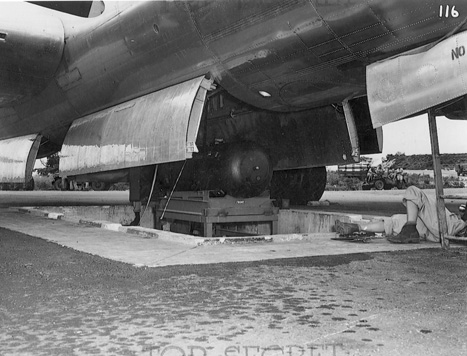
Menino que está sendo levantada para carregar para o Enola Gay's bomb bay

O final da guerra Silverplates incorporou todos os aperfeiçoamentos técnicos dos B-29 aeronaves, bem como a série final do Silverplate modificações que incluiu Curtiss Elétrico reversível-campo hélices, e pneumáticos para a rápida abertura e fechamento de portas do compartimento de bombas. O Britânico de F-tipo de bomba de liberação e do tipo G, anexo foram instalados, juntamente com a dupla elétrica e mecânica, bomba de mecanismos de libertação. Início da modelo B-29s foram atormentados por uma série de problemas com o motor, e o início de Silverplate bombardeiros não foram excepção. foi escrita fora depois de ser gravemente danificado como um resultado de um mecanismo de incêndio em fevereiro de 1945. O combustível injetado Wright R-3350-41 motores no modelo posterior de bombardeiros entregue em julho e agosto de 1945, foram consideravelmente melhorados e muito mais confiável. Este foi um fator importante para o sucesso do 509th Composto operações do Grupo.
O Homem Gordo e bombas de Abóbora (não-bombas nucleares que se assemelhava e tratado como Homem Gordo) pesava mais de 10 000 libra (massa)s (4 500 kg), peso de forma foi uma preocupação, mesmo com os mais poderosos motores. a redução de Peso foi conseguido através da remoção de todas as torres de arma e de blindagem. Este trabalho foi feito pelo 509th Grupo Composto para o início Silverplate de aeronave, mas, posteriormente, os modelos foram entregues sem eles. Estes B-29s representou um aumento significativo no desempenho sobre o padrão de variantes.
Voando a 30 000 pés (9 100 m) colocar os B-29s acima do alcance efectivo do Japonês flak. Cada bomba de Abóbora missão foi conduzida por uma formação de três aeronaves na esperança de convencer os militares Japoneses que pequenos grupos de B-29s não justificar uma resposta forte. Esta estratégia foi bem sucedida, e os lutadores Japoneses apenas ocasionalmente tentou interceptar a 509th Grupo Composto da aeronave. Um B-29 incorridos menor dano de batalha em operações.

## Silverplate unidades operacionais
Incluindo o Pullman B-29, de um total de 46 Silverplate B-29s foram produzidos durante a segunda Guerra Mundial. Desses, 29 foram atribuídas ao 509th Grupo Composto durante a II Guerra Mundial, com 15 utilizados para realizar os bombardeios atômicos de Hiroshima e Nagasaki. Um adicional de 19 Silverplate B-29s foram ordenados em julho de 1945, que foram entregues entre o final da guerra, e o final de 1947. Por esse tempo apenas 13 do original, 46 foram ainda operacional. Assim, de um total de 65 Silverplate B-29s foram feitas, das quais 32 foram operacional no início de 1948. Martin-Omaha produziu 57 Silverplate B-29s. Os outros 8 foram construídos pela Boeing-Wichita. Destes 65 bombardeiros, 31 eventualmente foram convertidos para outras configurações, 16 foram colocados em armazenamento e, mais tarde demolido, e 12 foram perdidos em acidentes (incluindo quatro de Tinian bombardeiros). O par de armas histórico de entrega de aeronaves, chamado Enola Gay, e Bockscar, são hoje apresentados em museus.
A única outra Força Aérea dos Estados Unidos de combate unidade de usar o Silverplate B-29 foi a 97ª Bombardeio Asa no Biggs Base da Força Aérea em El Paso, Texas. Em meados de 1949 recebeu 27 da aeronave no 509th Bombardeio Asa quando o último a transição para o B-50D - bomba. O re-equipamento da 97ª Bombardeio de Asa foi parte de uma expansão das atômica da força de greve para dez asas durante o ano de 1949. Dentro de um ano, todos foram convertidos para TB-29 de formadores. Um outro Silverplate B-29, de cessão temporária, no Reino Unido, foi convertido em um tempo avião de reconhecimento (WB-29) e transferido para o dia 9 de Bombardeio Asa em Travis Air Force Base , na Califórnia. O último Silverplate B-29 em serviço como uma das armas nucleares transportadora foi transferida para outro papel em novembro de 1951, terminando Silverplate depois de quase oito anos.

## Programas de acompanhamento
O uso do nome de código Silverplate foi interrompido em Maio de 1947. Ele foi substituído por um novo nome, "Saddletree", que foi aplicado para modificações em aeronaves. Inicialmente, pretendia-se que Saddletree referir-se-ia apenas a uma modificação da B-29s, mas veio a ser usado para que as modificações B-50 e B-36 bombardeiros bem. Saddletree modificações incluído um novo compartimento de bombas de quadros e talha, e substituir o Britânico FG bomba de lançamento com o recém-desenvolvido U-1 bomba pneumática mecanismo de liberação. Devido a atrasos na entrega do B-50, Saddletree começou em fevereiro de 1948. Ao todo, 6.000 horas de trabalho foi realizado em cada um dos 36 B-50, pelo Sacramento do Ar Área do Material.
O Joint Chiefs of Staff , emitiu uma directiva em janeiro de 1948 para a modificação de 225 B-29 B-50, e B-36 bombardeiros para transportar armas nucleares, juntamente com oito C-97 Stratofreighter aeronaves para levar a bomba montagem de equipes. Houve já 32 Silverplate B-29s em serviço com o Comando Aéreo Estratégico, de forma que o Ar do Material de Comando foi dirigido para a realização de Saddletree modificações em mais de 80 B-29s, 36 B-50As, 23 B-50Bs e 18 B-36Bs. O B-36A não poderia transportar armas nucleares, sem grandes modificações.
Como o previsto inimigo era a União Soviética, a aeronave também necessário "winterization" para que eles possam operar a partir do Ártico bases. O projeto incluiu 36 B-29s, e a modificação de 36 outras pessoas para ter um ar de abastecimento de capacidade. Com a adição de 80 Saddletree B-29s, com um total de 145 B-29s foram modificados para transportar armas nucleares, e 117 estes foram atribuídos às unidades operacionais.
Em outubro de 1951, na expectativa de um grande acúmulo da USAF para 95 grupos, e de atrasos na B-47 programa, o Ar, Material de Comando foi condenada a modificar mais 180 B-29s, em seguida, no armazenamento, para levar a Marca de 4, 5, 6, e 8 bombas nucleares. As modificações foram realizadas na Cidade de Oklahoma e Sacramento. No tempo em que as aeronaves foram todos entregues em setembro de 1953, o B-29 foi sendo gradualmente, e a aeronave modificada voltou para o armazenamento, sem ver mais serviço.

## Custos
Em 1945, um bombardeiro B-29, custava $782,000. Custou $32.000 para atualizar uma aeronave para a configuração ''Silverplate'', de modo que o custo total de um  bombardeiro Silverplate foi de  $814,000. O custo total de 65 Silverplate B-29s, portanto, foi de $53 milhões. Adicionando $7 milhões para a logística, o que colocou o custo estimado do projeto Silverplate em torno de $60 milhões.